# Hermínia Grau i Aymà
Hermínia Grau Aymà (Barcelona, 1897 - Barcelona, 17 de novembre de 1982) fou una historiadora i traductora catalana.

## Biografia
Nascuda en un ambient lliurepensador de Gràcia amb família originària de Valls, Hermínia tenia una germana gran, Raquel Grau i Aymà, una de les primeres dones llicenciades en medicina, nascuda el 31 de maig 1895 i morta molt jove el 1922, casada amb el metge-biòleg Pere Domingo i Sanjuán. El seu pare era Joan Grau i Llopis nascut el 1869 a Valls, director de la companyia d'autobusos La Catalana a la ciutat de Barcelona el 1906, i la mare Maria Aymà i Mensa, natural de Barcelona (1867-1941).
Hermínia Grau estudià història amb Joan Petit. Cap el 1917 va conèixer Miquel Ferrà i Juan, que la introduiria al seu cercle d'amistats entre les quals hi havia el polític i escriptor Lluís Nicolau i d'Olwer i el que posteriorment, l'any 1923, esdevindria el seu marit, Agustí Duran i Sanpere i amb qui tindria tres filles: Núria, Roser i Eulàlia Duran Grau.
Amb l'esclat de la Guerra Civil, el 1936, la família es traslladà a Viladrau per marxar posteriorment a Suïssa el 1938, on Hermínia es retrobarà amb Lluís Nicolau d'Olwer. A finals de 1938 es traslladà a París per ser intervinguda quirúrgicament el 1939 mentre el seu marit era capturat pels nacionals i acusat d'espionatge a favor de la República. Tot i això, gràcies a la intervenció de mossèn Josep Sanabre, la família es retrobà l'octubre de 1939.

## Obra
S'encarregà d'un bon grapat d'entrades sobre música de l'Enciclopèdia Catalana. A partir dels anys seixanta es lliurà a l'art de la traducció i traslladà, per a la col·lecció Blanquerna d'Edicions 62, obres de temàtica religiosa. Entre altres textos rellevants, girà Maria, mare del Senyor, figura de l'Església, de Max Thurian; En espera de Déu, de Simone Weil; Ningú no és una illa, de Thomas Merton; i L'esdevenidor de l'home, de Pierre Teilhard de Chardin.
El 1967 portà a la llengua catalana el Diccionari de la música de Roland de Candé, punt de partida terminològica per a molts professionals de la llengua. El 1968 arribà a les nostres llibreries, amb dues dècades de retard, la versió catalana d’El segon sexe, de Simone de Beauvoir, a proposta de Maria Aurèlia Capmany, que en redactà el pròleg. En foren les traductores Hermínia Grau i Carme Vilaginés. Grau n'enllestí la primera part, Vilaginés la segona.
El 2009 la col·lecció Capsa de Pandora d'Eumo Editorial, de la Universitat de Vic, ha reeditat una selecció de textos d'El segon sexe, de Beauvoir, amb la traducció de Grau i Vilaginés. Marta Segarra n'ha redactat la introducció. Val a dir que la traducció de Grau i Vilaginés ha estat elogiada per rigorosa i perquè és plenament vigent i actual, tant pel que fa al llenguatge com pel que fa a les característiques construccions beauvorianes. Finalment, entre 1977 i 1978, traduí els dos volums de Barcelona 1380-1462: un centre econòmic en època de crisi, de la historiadora francesa Claude Carrère.